# Lucius Antistius Burrus
Pour les articles homonymes, voir Antistius et Burrus.
Lucius Antistius Burrus Adventus est un sénateur romain du IIe siècle, consul ordinaire en 181 avec l'empereur Commode. Il est l'un des gendres de l'empereur romain Marc Aurèle et de l'impératrice Faustine la Jeune. Il meurt exécuté vers 187.

## Famille
Lucius Antistius Burrus est originaire de Thibilis, une ville proche de Hippo Regius, dans la province de Numidie, d'une famille sénatoriale romaine. Il est le fils de Quintus Antistius Adventus Aquilinus Postumus qui fut consul suffect en 166 ou 167 et de Novia Crispina. Cette dernière est connue par une inscription honorifique qui est dédiée au couple à l'époque où son époux sert comme légat de légion en 164.
Son père, Quintus Antistius Adventus Aquilinus Postumus, né vers 125, sert comme tribun militaire, légat de légion, questeur en Macédoine, curateur des bâtiments et des lieux publics, curateur des voies et légat d'Auguste propréteur en Germanie inférieure et en Arabie Pétrée.
Quelque temps avant la mort de l'empereur romain Marc Aurèle en 180, Lucius Antistius Burrus est fiancé à la plus jeune fille de l'empereur, Vibia Aurelia Sabina. Après le mariage, ils s'installent à Thibilis. Il semble qu'ils n'aient pas eu d'enfant.

## Carrière
Quand Marc Aurèle meurt en 180, son fils Commode, le frère d'Aurelia Sabina, lui succède. Marc Aurèle a entouré le jeune Commode de cinq beaux-frères, choisis pour leur compétence. En 181, Burrus est consul ordinaire au côté du nouvel empereur, association particulièrement honorifique.
Toutefois, les rumeurs de complots répandues par l'entourage de Commode finissent par atteindre Burrus : Cléandre, favori de Commode à partir de 185, l'accuse de tentative de coup d'État et le fait exécuter avec le préfet du prétoire Atilius Aebutianus. Selon la douteuse Histoire Auguste, des rumeurs insinuent que Pertinax, alors légat de Bretagne, l'aurait également calomnié. La date de son élimination est incertaine vers 187 selon Pflaum ou 188.